# Magyar Olvasástársaság
A Magyar Olvasástársaság (Hungarian Reading Association – HunRA) a Nemzetközi Olvasástársaság nemzeti tagszervezete. A szakmai egyesület az olvasással foglalkozó szakemberek fóruma, amelynek tagjai könyvtárosok, tanárok, olvasáskutatók, pszichológusok, orvosok, szülők, írók, szerkesztők, nyelvészek, gyógypedagógusok és szociológusok.

## A Magyar Olvasástársaságról

### Alapításának története
A Magyar Olvasástársaság megalapítására 1991. október 31-én az Országos Széchényi Könyvtár VIII. emeleti előadótermében került sor, ahol hatvanhárom fő vita után egyhangú szavazással elfogadta az Alapszabályt. Az alakuló ülés résztvevői között jelen volt többek között Adamikné Jászó Anna, Balatoni Teréz, Bartos Éva, Bocsák Istvánné, Csabay Katalin, Dán Krisztina, Gereben Ferenc, Gósy Mária, Hubert Ildikó, Horváth Zsuzsanna, Kádárné Fülöp Judit, Kiss Barbara, Komáromi Gabriella, Kovács Emőke, Kucska Zsuzsanna, Mikulás Gábor, Nagy Attila, Péterfi Rita, Ramháb Mária, Rigó Béla, Vidor Miklós és Winkler Márta.

### Célja
Az olvasás, írásbeliség színvonalának emeléséért végzett szakmaközi tevékenységek összefogása. E célok érdekében a Magyar Olvasástársaság konferenciákat szervez az olvasással foglalkozó elméleti és gyakorlati szakemberek számára. Szakértői támogatást nyújt kisközösségeknek, iskoláknak, könyvtáraknak helyi olvasástársaságok alakításához. Továbbképzéseket, tapasztalatcseréket szervez olvasáspedagógiai módszerek megismertetésére. Elősegíti közvetlen kapcsolatok, cserék szervezését tagjai és hasonló célú külföldi társaságok tagjai között. Törekszik színvonalas sajtóorgánumokat megnyerni a társaság tevékenységében való részvételre.

### Tagság
A Magyar Olvasástársaság tagja lehet bárki, aki az egyesület céljaival egyetért, és a tagdíjat megfizeti. Pártoló tagja lehet minden olyan intézmény, jogi személy, továbbá jogi személyiséggel rendelkező szervezet, amelyik vállalja, hogy közreműködik a társaság céljainak megvalósításában. A társaság tagszervezete lehet minden olyan, a társaság céljaival azonosuló helyi olvasásegyesület, szakmai egyesület és társaság, amelynek alapszabálya megfelel a Magyar Olvasástársaság alapszabályának, és amelynek legalább tíz tagja a Magyar Olvasástársaság tagja.

### Szervezete és működése
A társaság évente tart közgyűlést, kétévente választ vezetőséget. Vezetősége a tíztagú Tanács. A tisztségviselő hivatalának időtartama négy év. A tisztségviselők ugyanarra a tisztségre többször is megválaszthatók. Az egyesület éves költségvetési terv alapján gazdálkodik. Bevételeit tagdíjak és az egyéb forrásokból származó pénzösszegek képezik.

### A népmese napja
A Társaság kezdeményezésére 2005. szeptember 30-án, Benedek Elek születésnapján hagyományteremtő céllal megszervezték A népmese napját. Minden évben egy megyei könyvtár vagy hasonló kulturális intézmény az események központja, mely mára már országos mozgalommá nőtte ki magát.

### Gyermekirodalmi adatbázis
A Gyermekirodalmi adatbázis a Könyvtári Intézet Gyűjteményszervezési Osztályának közreműködésével készült el. Az adatbázis egy válogatott, annotált, ajánló bibliográfia, mely gyerekeknek szóló könyveket mutat be röviden, tömören, tíz-tizenöt sorban. A kétéves gyerekektől kezdve egészen a tizennégy év fölötti fiatalokig bárki találhat kedvére való olvasmányt. Az adattárban életkori, nemek szerinti vagy tematikus bontásban is lehet keresni olvasnivalót.
A https://web.archive.org/web/20130916093517/http://ki.oszk.hu/gyerekirodalom/bong.php címen érhető el.

### Olvasó-társ

Az Olvasó-társ logója

A Magyar Olvasástársaság 2010 januárjában indította el az Olvasó-társ programot, melynek célja, hogy a könyv nélküli vagy kevés könyv között felnövő, illetve alkalmilag ilyen helyzetben lévő gyermekeknek is lehetőséget adjanak betűgazdag környezet megismerésére.
A felolvasások alkalmával magyar népmesékkel ismerkedhetnek meg a gyerekek. A program három területen indult el, az SOS Gyermekfalu lakóinak, hátrányos helyzetű, főleg cigány/roma családok gyermekeinek és tartósan kórházi ápolásra szoruló gyermekeknek. A programban végzettségtől, munkakörtől függetlenül bárki jelentkezhet önkéntes felolvasónak. A jelentkezők egy felkészítőn vesznek részt, mely után igazolványt kapnak. Az ilyen igazolvány birtokosa később megszervezheti a felolvasásokat, s természetesen maga is részt vehet ilyenen.
További információk a programról a Magyar Olvasástársaság címén érhetők el.

## A Magyar Olvasástársaság kiadványai
- Nagy Attila, Imre Angéla, Köntös Nelli (szerk.) Az olvasás össztantárgyi feladat 2011, Savaria University Press, Magyar Olvasástársaság, Szombathely 291. p.
- Honffy Pál (szerk.): Szó és kép. A Magyar Olvasástársaság Pápán megrendezett konferenciájának előadásai. Pápa. 2000. április 28-29. Pápa. 2001.
- Bartos Éva (szerk.): Segített a könyv, a mese. Vallomások életről, irodalomról, olvasásról. Bp. Magyar Olvasástársaság. 1999.
- Nagy Attila (szerk.): Olvasásfejlesztés iskolában és könyvtárban. A Magyar Olvasástársaság, a Sárospataki Városi Könyvtár és az MKE Zempléni Könyvtárosok Szervezete konferenciája. Sárospatak. 1999. május 28-30. Sárospatak. 1999.
- Írásbeliség és demokrácia. A Nemzetközi Olvasástársaság és a Magyar Olvasástársaság 9. európai konferenciája. Új Pedagógiai Szemle. 1996. 3.
- Nagy Attila (szerk.): A többkönyvű oktatás felé. Könyv- és könyvtárhasználati módszerek, példák. Bp. OSZK KMK. 1995.
- Bocsák Veronika – Benkő Zsuzsanna – Hölgyesi Györgyi: Olvass nekem! Kalauz szülőknek, óvónőknek, tanítóknak a gyermekkönyvek útvesztőjében.Bp. Trezor. 1995.
- Nagy Attila (szerk.): Olvasásra nevelés és pedagógusképzés. HUNRA konferenciák előadásai. Bp. OSZK. 1994.

## Partnerek
- IRA - International Reading Association
- FELA - Federation of European Literacy Associations
- IDEC - International Development in Europe Committee
- Nagycsaládosok Országos Egyesülete
- Jeles napok Neumann János Digitális Könyvtár és Multimédia Központ
- Egyszervolt.hu
- Hagyományok Háza
- Könyvtárostanárok Egyesülete
- IBBY – Gyermekkönyvek Nemzetközi Tanácsának Magyar Egyesülete
- Csodaceruza gyermekirodalmi folyóirat
- Anyanyelvi-pedagógia
- Kulturinfo
- Pagony
- Pont Kiadó
- Fordulópont
- Nemzeti Kulturális Alap
- Nemzeti Civil Alapprogram
- Könyvhét
- Meseutca
- Móra Ferenc Könyvkiadó
- Kaméleon Olvasóklub
- Galaktika